# Люба
Люба (с рождено име Любомира Ковалчук), родена на 24 април 1958 г., е канадска певица, автор на песни и музикант от украински произход. Тя става известна на канадската музикална сцена през 80-те години на XX век и оттогава остава влиятелна фигура в поп и рок жанровете.

## Ранен живот
Люба е родена в Монреал, Квебек, Канада. Родителите ѝ са украински имигранти, а тя израства в културно богата среда, която я запознава с различни музикални традиции. От малка тя проявява интерес към музиката и започва да пее и свири на пиано още в ранните си години.

## Кариера
Музикалната кариера на Люба започва през 70-те години. Издава първите си записи заедно с музикалния ансамбъл „Зоря“ през 1975 година. Дългосвирещата плоча, озаглавена „...Любомира“, включва традиционни украински песни в нов аранжимент и бива издадена от Yevshan Records. 
Две години по-късно тя издава вторатa си дългосвиреща плоча, „Любомира“, като това бележи началото на Люба като солов изпълнител. „Любомира“ е издадена от Sage Promotions.   
Третият албум, Chain Reaction, е издаден от Parlophone през 1980, като това е първият ѝ албум на английски език. В този албум Люба експериментира в ню уейв жанра. Паралелно с този албум Люба записва песен на френски език, озаглавена Le Doux Rendes-vous, която е издадена като отделен сингъл от компанията Bobinason. 
EP-то Luba, включващо именитата песен Everytime I See Your Picture, е издадено от Capitol Records през 1982, като включва 4 рок парчета. Две години по-късно излиза Secrets And Sins, албум, продуциран от Даниел Ланоа и включващ песента Let It Go. По това време Люба записва песни и за анимационния сериал The Raccoons. 
Петият дългосвирещ албум, Between The Earth And Sky, излиза през 1986, а през 1989 Capitol издава All Or Nothing – албум, бележещ преход от ню уейв към акустичен рок. 
Люба напуска Capitol, като издава последния си албум From The Bitter To The Sweet чрез лейбъла Azure Music през 2000. Този албум бележи стилова смяна от поп-рок в соул музика. През годините Люба продължава да издава успешни албуми и сингли и участва в различни музикални проекти. Тя също така се утвърждава като силна сценична изпълнителка, предлагайки незабравими концертни изживявания на своите фенове.

## Дискография
- ...Любомира – с Вокално-инструментален ансамбъл „Зоря“ (1975)
- Любомира (1977)
- Chain Reaction (1980)
- Luba (EP, 1982)
- Secrets And Sins (1984)
- Between The Earth And Sky (1986)
- All Or Nothing (1989)
- From The Bitter To The Sweet (2000)

## Награди и признание
През годините Люба е носителка на различни музикални награди и почитания за своето изкуство и творчество, като е удостоена с музикална награда „Джуно“ три години подред. 